# Oyashio

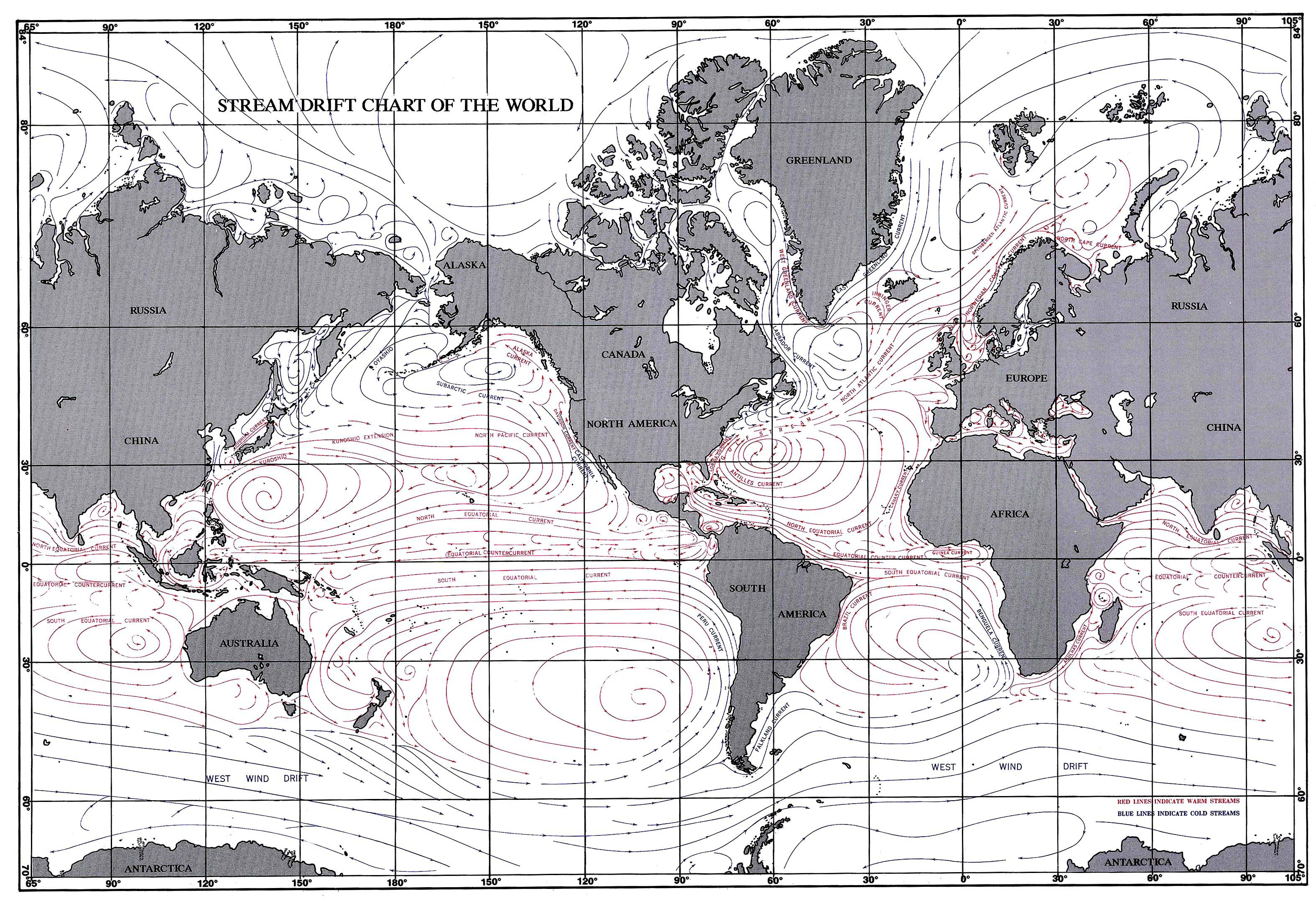
Globale Karte aller Oberflächen-Meeresströmungen.

Der Oyashio (jap. 親潮 Elternstrom) ist eine kalte, nährstoffreiche Oberflächenströmung im Nordwestpazifik, die in südwestlicher Richtung an der Halbinsel Kamtschatka und den Kurilen vorbeifließt, bevor sie östlich von Hokkaidō auf Ausläufer des warmen Kuroshio trifft. Ein Teil des kälteren und weniger salzhaltigen Oyashio sinkt unter den Kuroshio ab und fließt weiter nach Süden. Der andere Teil des Oyashio bildet an der Oberfläche zusammen mit den Kuroshio-Ausläufern den Nordpazifikstrom (die nordpazifische Westwinddrift).
|  |
|  |

Der Oyashio ist integraler Bestandteil des Nordpazifischen Subpolarwirbels (engl. North Pacific Subpolar Gyre) – eines großskaligen Wirbelsystems, das (zyklonal) gegen den Uhrzeigersinn zirkuliert und kaltes Wasser aus dem Nordpazifik entlang des Westrandes nach Süden transportiert. Innerhalb dieses Wirbels wirkt der Oyashio als westlicher Randstrom und übernimmt eine zentrale Rolle im Wärmetransport, der Nährstoffverteilung und der Belüftung tieferer Wasserschichten.
Hydrologisch ist der Oyashio die Fortsetzung des sogenannten Kamtschatkastroms (East Kamchatka Current), der entlang der Ostküste Kamtschatkas südwärts verläuft. Nachdem dieser Strom das Ochotskische Meer durchströmt hat, verändern sich seine physikalischen Eigenschaften wie Temperatur, Dichte und Salzgehalt. Ab dem Punkt, an dem er auf das offene Nordpazifikbecken trifft, wird er als Oyashio bezeichnet. Die Übergänge sind nicht scharf, sondern beruhen auf ozeanographischen Kriterien wie der thermohalinen Struktur.
Die Gegend des Aufeinandertreffens der beiden Meeresströmungen um die Aleuten ist durch das häufige Auftreten von Nebelbänken gekennzeichnet. Sie entstehen, wenn die relativ warme und feuchte Luft über dem mehr als 20 °C warmen Kuroshio durch die kalten Wassermassen des Oyashio abgekühlt wird. Die Luft kann dann nicht mehr so viel Wasser speichern, die überschüssige Feuchtigkeit kondensiert in Form von Nebel.
Der Oyashio transportiert durchschnittlich rund 15 Sverdrup (Sv) und ist damit schwächer als der Kuroshio. Die Strömungsstärke unterliegt dabei saisonalen Schwankungen. Im Winter und im Frühling ist die Strömung mit 20 – 30 Sv stärker, wohingegen sie im Sommer und Herbst stark abfällt auf nur 3 – 4 Sv.
Besonders bedeutsam ist der Oyashio aus ökologischer Sicht: Er bringt kaltes, nährstoffreiches Tiefenwasser aus subpolaren Regionen an die Oberfläche. Durch diesen Auftrieb gelangen große Mengen an Nitrat, Phosphat und Silikat in die obere Wasserschicht und ermöglichen massives Phytoplanktonwachstum, das die Basis für äußerst produktive Nahrungsnetze bildet. Deshalb zählt der Oyashio zu den fischreichsten Gebieten der Welt – insbesondere für Lachs, Hering, Sardine und Makrele. Aufgrund dieser „nährenden“ Funktion erhielt der Strom im Japanischen seinen Namen: „oya“ (親 = Eltern) und „shio“ (潮 = Strömung/Strom).